# Self-ish
Self-ish (estilizado como SELF-iSH ) es el segundo álbum de estudio de la banda estadounidense de indie rock Will Wood and the Tapeworms. Se lanzó de forma independiente el 23 de agosto de 2016 y posteriormente a través de Say-10 Records . Contó con tres sencillos y cuatro videoclips, el álbum fue compuesto por Will Wood y producido por Kevin Antreassian. Self-ish tuvo una respuesta crítica positiva por su energía caótica y su amplia gama de influencias musicales.

## Antecedentes
Antes de su lanzamiento, Will Wood describió Self-ish como "un tema sobre la identidad, el ego y la ausencia de él".  Buscó la audacia y la sutileza para reforzar su propia honestidad en el álbum. Fue producido, mezclado y masterizado por Kevin Antreassian, guitarrista temporal de The Dillinger Escape Plan. Durante el proceso creativo, Wood recién comenzó a recibir terapia y no tenía medicación, lo que resultó en sesiones de composición frenéticas y experiencias emocionales intensas. 

## Lanzamiento
El 8 de julio de 2016, se lanzó "Mr. Capgras Encounters a Secondhand Vanity: Tulpamancer's Prosopagnosia / Pareidolia (As Direct Result of Trauma to Fusiform Gyrus)", primer sencillo de Self-ish. Acompañado de este, se presentó un video musical codirigido por Will Wood y Adam Nawrot, en el que la banda realiza un performance al desnudo en una habitación monocromática.  "Dr. Sunshine Is Dead" se lanzó el 28 de julio como segundo sencillo,  seguido de "2012", el tercer y último sencillo, el 9 de agosto. Este último tuvo un video musical publicado el mismo día, dirigido por Wood con Jesse Lazarus y Maddie Schwartz. Presenta a la banda tocando en una sala de ensayo y una fiesta, con cortes intermitentes que muestran a Wood con pintura corporal y varios fragmentos de material sobresaturado o desaturado. 
Self-ish fue lanzado como el segundo álbum de Will Wood and the Tapeworms el 23 de agosto de 2016.   El 26 de mayo de 2017, se lanzó un video musical para "Hand Me My Shovel, I'm Going In!". Grabado en una sola toma y dirigido por Mark Jaworski, muestra a la banda tocando en una habitación concurrida y desordenada a través de una lente ojo de pez.  Tres años después "Dr. Sunshine Is Dead" tuvo un video musical lanzado el 30 de septiembre de 2019. Muestra a los Tapeworms tocando en un fondo psicodélico mientras Wood se afeita la cabeza, come waffles, usa pintura corporal y cava un hoyo en el suelo durante una tormenta eléctrica.  El 25 de diciembre de 2020, Self-ish fue remasterizado y relanzado por el sello discográfico independiente Say-10.

## Canciones y Recepción
Self-ish contiene las canciones principales "Self-" y "-Ish", baladas de piano que abren y cierran el álbum de ocho canciones, respectivamente. Hablan de la amnesia de Wood causada por su consumo recreativo de drogas. El tema "2012" profundiza en este tema, un tema de tendencia funk con letras sobre espiritualidad y psicodelia. Su composición gira en torno al saxofón, el piano y el kazoo, mientras que la letra de la canción se canta a un ritmo rápido. Tony Shrum, de New Noise, lo calificó de "un parloteo sarcástico y alegre, adicto a las drogas",  mientras que Bob Makin, de My Central Jersey, lo describió como un "viaje ácido jazzístico".  En una entrevista con este último, Wood declaró que el año marcó el regreso de Quetzalcóatl y una tabla rasa de nihilismo existencial.
Makin describió "Cotard's Solution (Anatta, Dukkha, Anicca)" como una "loca juerga de circo", comparándola con Danny Elfman.  "Mr. Capgras Encounters a Secondhand Vanity: Tulpamancer's Prosopagnosia / Pareidolia (As Direct Result of Trauma to Fusiform Gyrus)" ocupa el cuarto lugar en Self-ish, que utiliza un patrón melódico de swing - punk.  Fue incluida en una lista de reproducción de verano de 2024 de "Weird Al" Yankovic.  "The Song with Five Names a.k.a. Soapbox Tao a.k.a. Checkmate Atheists! a.k.a. Neospace Government (a.k.a You Can Never Know)", es una canción "con espíritu de los años 50 e inspiración gospel ", con la participación de Alex Nauth de Foxy Shazam. 
Dianne Miranda de Gauntlet incluyó "Hand Me My Shovel, I'm Going In!" en una lista de reproducción de canciones que buscaba aturdir al oyente  mientras que Makin la calificó de una "marcha fúnebre demencial", describiendo el álbum en general como "un circo infernal".  "Dr. Sunshine Is Dead" es una canción de rock progresivo con inspiración de la música latina. Se centra en una instrumentación dramática con saxofón, guitarra y piano, e incluye además la trompeta a Alex Nauth.  Shrum la relacionó con "Bohemian Rhapsody" y la describió como una mezcla de My Chemical Romance y Mars Volta  mientras que Shawn Macomber de Fangoria la describió como una "ambiente sonora alegremente perturbada", comparándola con Gogol Bordello, Mr. Bungle y Tom Waits.

## Lista de canciones
Todas las canciones escritas y compuestas por Will Wood. 
| N.º   | Título | Duración |  |
| 1.    | «Self-» | 02:35    |  |
| 2.    | «2012» | 04:04    |  |
| 3.    | «Cotard's Solution (Anatta/Dukkha/Anicca)» | 05:05    |  |
| 4.    | «Mr. Capgras Encounters a Secondhand Vanity: Tulpamancer's Prosopagnosia/Pareidolia (As Direct Result of Trauma to the Fusiform Gyrus)»           | 03:43    |  |
| 5.    | «The Song with Five Names, a.k.a. Soapbox Tao, a.k.a. Checkmate Atheists! a.k.a. Neospace Government, a.k.a. You Can Never Know» (con Alex Nauth) | 04:27    |  |
| 6.    | «Hand Me My Shovel, I'm Going In!» | 05:51    |  |
| 7.    | «Dr. Sunshine is Dead» (con Alex Nauth) | 05:24    |  |
| 8.    | «-ish» | 02:15    |  |
| 33:44 | |          |  |

## Personal
Créditos adaptados de las notas del álbum. 
Banda
- Will Wood – Voz, piano, kazoo
- Mike Bottiglieri – guitarra, theremín, taladro
- David Higdon – saxofón tenor, saxofón soprano
- Matt Olsson – batería, percusión
- Jonathon Maisto – bajo eléctrico
- Alex Nauth – acompañamiento vocal (5), trompeta (7)
- Mario Conte – batería (demos)

Producción 
- Kevin Antreassian – producción, ingeniero de audio, mezcla de audio, masterización
- Jonathon Maisto – ingeniero adicional
- David Higdon – ingeniero de demos
- Gabriel Francis – ingeniero de demos
- Will Wood – diseño gráfico del álbum
- Jesse Lazarus – fotografía artística del álbum
- Adam Nawrot – diseño de logotipo
- Polo Itona – fotografía de funda de vinilos

Vocalistas adicionales 
- Reese Van Riper – vocales de fondo
- Dylan Jacobus – vocales de fondo
- Chris McRae – vocales de fondo
- Cheska Columbo – vocales de fondo
- Lizzie Rowe – coros
- Kellyanne Zeleny – coros
- Timothy Simpson – coros
- Mike Vablon – coros
- Robby Stern – coros
- Bobby Sanner – coros
- Rebecca Paddon – coros
- Bianca Teresi – coros